# Малая Кильмезь-Бия
Малая Кильмезь-Бия — деревня в Селтинском районе Удмуртской республики.

## География
Находится в западной части Удмуртии на расстоянии приблизительно 4 км на юго-запад по прямой от районного центра села Селты.

## История
Известна с 1873 года как починок Кильмезь-Бия (Кунянь-Бия) с 18 дворами. В 1924 году отмечалась как деревня Кильмезь Бия (Кильмезь-Бия, Кунян-Бия) с 49 дворами. Современное название с 1935 года. До 2021 года входила в состав Кильмезского сельского поселения.

## Население
Постоянное население составляло 153 человека (1873), 324 (1924, удмурты), 55 человек в 2002 году (удмурты 96 %), 40 в 2012.